# راه‌سرا

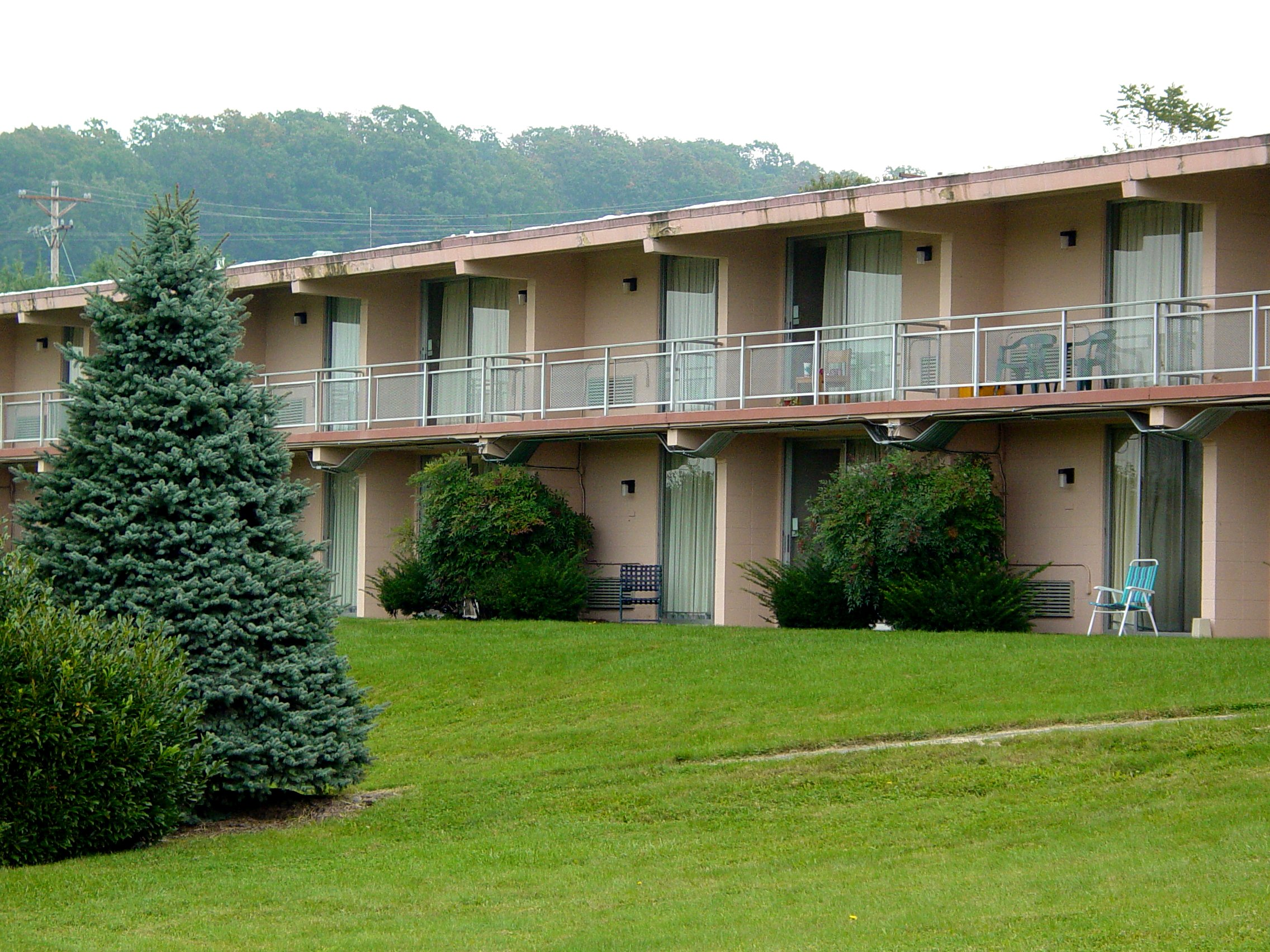
یک راه‌سرا در آمریکا.

راه‌سَرا یا مُتِل (به انگلیسی: motel) به اقامتگاهی گفته می‌شود که درکنار جاده‌های کرانه‌ای، کوهستانی، جنگلی یا بیابانی احداث شده و اغلب، توقفگاه اتومبیل‌های مسافران در دیدرس آنها قرار دارد. در تعریف متل می‌توان گفت که «هتلی است که در آن مسافران می‌توانند با خودروی شخصی وارد شده و حتی خودرو را مقابل درِ اتاق خود پارک نمایند.» یکی از مشخصه‌های اصلی متل‌ها عدم وجود لابی در آنهاست چرا که میهمانان به مجرد وارد شدن به متل، بدون نیاز به پیاده شدن، کلید اتاق خود را از پذیرش دریافت کرده و مستقیماً به سمت اتاق خود رانندگی می‌نمایند.
این اصطلاح به نوعی هتل متشکل از یک ساختمان منفرد از اتاق‌های متصل که درهای آن رو به پارکینگ و در برخی شرایط یک محوطهٔ مشترک یا یک سری کابین‌های کوچک با پارکینگ مشترک تشکیل می‌شد گفته می‌شود. متل‌ها اغلب به صورت انفرادی مالکیت دارند، اگرچه متل‌های زنجیره‌ای نیز وجود دارند.
در بسیاری کشورها در حاشیه‌ها و جاده‌های کمربندی شهرها برای مسافرانی که با وسیله شخصی مسافت طولانی را طی می‌کنند، واحدهای اقامتی ایجاد می‌نمایند. این واحدهای اقامتی معمولاً به صورت واحدهای یک یا دو طبقه می‌باشد که دارای اتاق، تلویزیون، یخچال و امکانات تهیه چای و قهوه هستند. بعضی از متل‌ها دارای تجهیزات گسترده‌تری هستند و بعضی ساده‌ترند. در حوالی این متل‌ها معمولاً سوپرمارکت، رستوران و پمپ بنزین ایجاد می‌شود تا مسافران بتوانند مایحتاج خود را به‌راحتی تأمین کنند. هزینه اقامت در این واحدهای اقامتی به دلیل این که خدمات گسترده‌ای ارائه نمی‌دهند معمولاً کمتر از هتل‌ها است.
تفاوت راه‌سرا (متل) با مهمانخانه (هتل) بیشتر در اینست که در راه‌سراها نام و نشان مشتری تا اندازه زیادی برای صاحب اقامتگاه ناشناس می‌ماند و اینکه جایگاه راه‌سراها معمولاً در کنار بزرگراه‌ها و جاده‌هاست برخلاف مهمانخانه‌ها که بیشتر در هسته‌های شهری قرار دارند. همچنین معمولاً درهای اتاق‌های راه‌سراها معمولاً رو به بیرون و به جاده باز می‌شود درحالی‌که درها در یک مهمانخانه معمولاً به یک راهرو باز می‌شود.

## پیشینه
پیشینهٔ راه‌سراها به شیوه سنتی به زمان‌های دور می‌رسد و کاروانسراها را می‌توان نیاکان راه‌سراهای نوین دانست.
تاریخچه راه‌سرا به سبک نوین به دهه ۱۹۲۰ در ایالات متحده آمریکا برمی‌گردد یعنی زمانی که دسته‌های وسایل نقلیهٔ شخصی در بزرگراههای آن کشور سرگردان می‌گشتند. با شروع توسعه سیستم‌های بزرگراهی بزرگ در دهه ۱۹۲۰، سفرهای جاده‌ای از راه دور رایج‌تر شد و نیاز به مکان‌های اقامتی شبانه ارزان و به راحتی در دسترس نزدیک به مسیرهای اصلی منجر به رشد مفهوم متل شد. متل‌ها در دهه ۱۹۶۰ با افزایش مسافرت با اتومبیل شخصی به اوج محبوبیت خود رسیدند، اما در رقابت با هتل‌های زنجیره‌ای جدیدتر که در تقاطع بزرگراه‌ها رایج شد، به تدریج رونق آن‌ها کاهش یافت.
بیشتر راه‌سراهای ایران در مسیر بزرگراه کرانه‌ای دریای خزر قرار دارند و از نخستین راه‌سراها در ایران می‌توان از «متل قو» قبل از انقلاب اسلامی در سلمان‌شهر مازندران نام برد که امروزه برج‌های دوقلویی جایگزین سازه‌های قدیمی آن شده‌اند.

## واژه‌پژوهی
ریشه‌شناسی واژهٔ متل نشان می‌دهد که این اصطلاح تلفیقی است از دو واژهٔ Motor و Hotel که به ویژگی اصلی این اقامتگاه‌ها که ماهیت بین راهی داشته و معمولاً خارج از شهرها قرار دارند اشاره دارد. این واژه پس از جنگ جهانی دوم تحت عنوان «motor hotel» به لغت‌نامه‌ها وارد شد و برای نخستین بار در ۱۹۲۵ توسط اقامتگاه Milestone Mo-Tel of San Luis Obispo در کالیفرنیا ابداع شد که اکنون به نام اقامتگاه Motel San Luis Obispo نامیده می‌شود.
در فارسی، واژه «راه‌سرا» به جای «متل» از برابرنهاده‌های فرهنگستان زبان و ادب فارسی است.